# Kfar Yona
Kfar Yona (in ebraico כְּפַר יוֹנָה‎?, in arabo كفار يونا‎?) è una città del sottodistretto di Sharon nel distretto Centrale di Israele. Si trova a circa 7 km a est di Netanya. Con una giurisdizione di 11,017 dunum (~ 11 km²). Nel 2017 aveva una popolazione di 22 537 abitanti. Nel 2014, lo status ufficiale di Kfar Yona è stato cambiato da consiglio locale a città.